# ᵃ
Cette page contient des caractères spéciaux ou non latins. S’ils s’affichent mal (▯, ?, etc.), consultez la page d’aide Unicode.
ᵃ, appelée a en exposant, a supérieur ou lettre modificative a, est un graphème utilisé dans l’écriture du teso et un symbole phonétique utilisé dans l’alphabet phonétique ouralique ou certaines variantes non standard de l’alphabet phonétique international. Il est formé de la lettre a mise en exposant.

## Utilisation
En teso, ou ateso, le a en exposant ‹ ᵃ › est utilisé dans l’orthographe de l’Atɛsɔ Local Language Board de 2014 pour représenter une voyelle ouverte antérieure non arrondie [a] murmurée.
Dans certaines variantes de l’alphabet phonétique international non standard, l’a en exposant est utilisé pour représenter des diphtongues. En 1968, Thomas Gay recommande d’utiliser le symbole en exposant pour la deuxième partie mineure des diphtongues.

## Représentations informatiques
La lettre modificative a peut être représenté avec les caractères Unicode suivants (Extensions phonétiques) :
| formes       | représentations | chaînes de caractères | points de code | descriptions                    | note                            |
| ------------ | --------------- | --------------------- | -------------- | ------------------------------- | ------------------------------- |
| modificative | ᵃ               | ᵃ                     | U+1D43         | lettre modificative minuscule a | codé pour le symbole phonétique |